# Бубнів (Локачинська селищна громада)
Бу́бнів — село в Україні, у Локачинській селищній громаді Володимирського району Волинської області. Населення становить 387 осіб.
Межує із Луцьким районом, а саме селом Ватин, також межує із селами Линів і Коритниця Володимирського району.
В селі функціонують такі заклади: Загальноосвітня школа 1-3 ст. с. Бубнів, фельдшерський пункт, будинок культури, два магазина, стадіон Олімп тощо. Неподалік від села розташований Чорногузівський заказник.

## Географія
У селі бере початок річка Чорногузка.

## Історія
У 1906 році село Свинюської волості Володимир-Волинського повіту Волинської губернії. Відстань від повітового міста 46 верст, від волості 5. Дворів 102, мешканців 858.
До 7 серпня 2018 року — адміністративний центр Бубнівської сільської ради Локачинського району Волинської області.
12 червня 2020 року, відповідно до розпорядження Кабінету Міністрів України № 708-р «Про визначення адміністративних центрів та затвердження територій територіальних громад Волинської області», увійшло до складу Локачинської селищної територіальної громади.
19 липня 2020 року, в результаті адміністративно-територіальної реформи та ліквідації  Локачинського району, село увійшло до новоутвореного Володимир-Волинського району (від 18 липня 2022 Володимирського).

## Населення
Згідно з переписом УРСР 1989 року чисельність наявного населення села становила 535 осіб, з яких 260 чоловіків та 275 жінок.
За переписом населення України 2001 року в селі мешкало 546 осіб.

### Мова
Розподіл населення за рідною мовою за даними перепису 2001 року:
| Мова       | Відсоток |
| ---------- | -------- |
| українська | 99,82 %  |
| російська  | 0,18 %   |

## Відомі особи
Іщук Володимир Степанович (1984-2014) — боєць 1-го взводу роти патрульної служби міліції особливого призначення «Світязь» (Волинська область). Загинув під час артилерійського обстрілу російськими бойовиками міста Іловайськ.